# دیوار هادریان

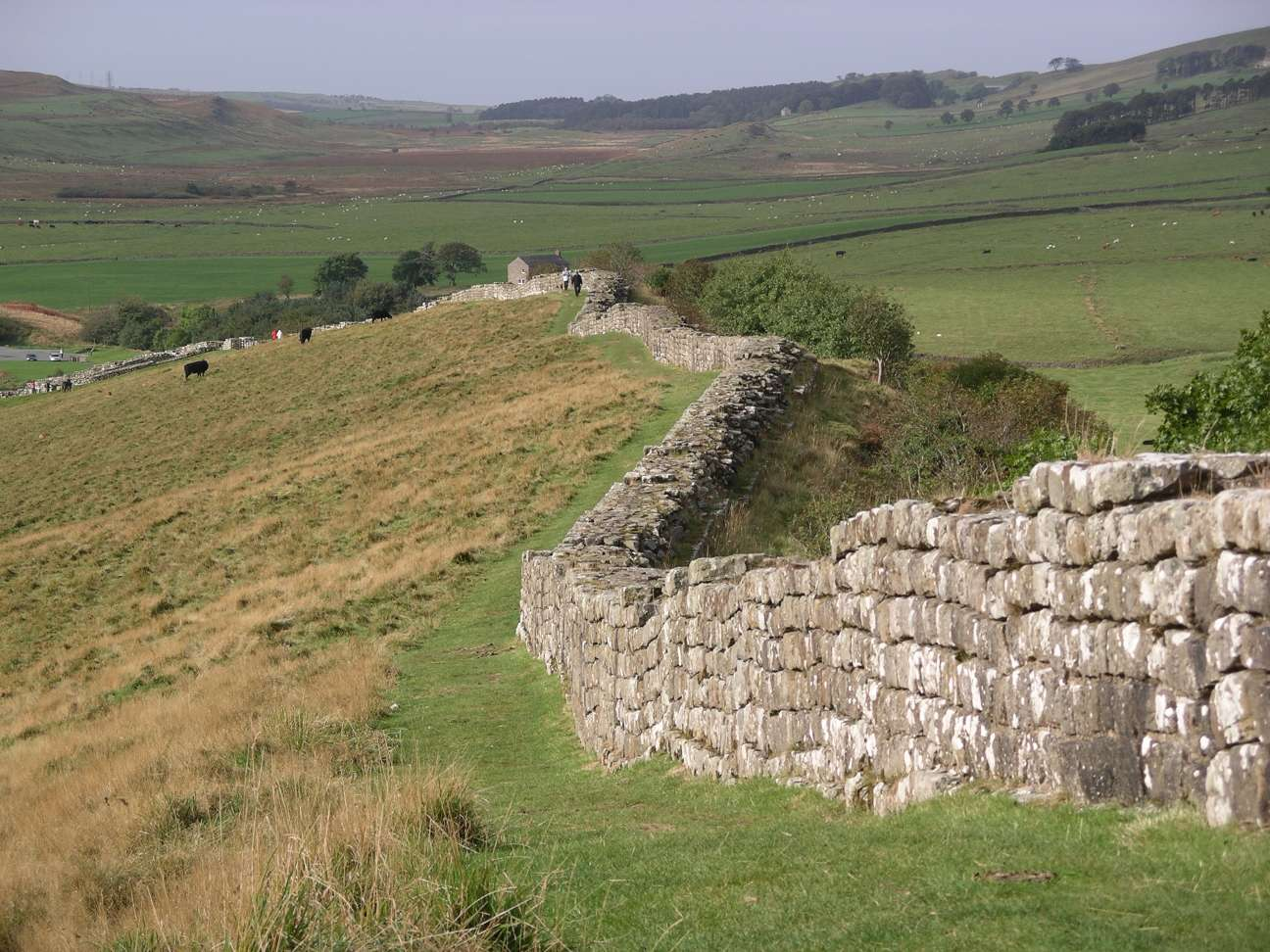
بخش‌هایی باقی‌مانده از دیوار هادریان در نزدیکی گرین‌هد

محل قرارگیری دیوار هادریان بر روی نقشهٔ انگلستان

دیوار هادریان (انگلیسی: Hadrian's Wall؛ لاتین: Vallum Aelium) دیواری باستانی از جنس سنگ و کلوخ می‌باشد که به دستور هادریان، امپراتور روم در سدهٔ دوم میلادی به سال ۱۲۲ پس از میلاد در شمال انگلستان امروزی ساخته شد تا مرزهای شمالی امپراتوری روم را در برابر حملات قبایل سلتی محافظت نماید. طول این دیوار ۱۲۰ کیلومتر بوده و از رودخانه تاین در شرق انگلستان تا خور سالوی در غرب این کشور امتداد داشته‌است.
دیوار هادریان با توجه به مصالحی که برای ساخت آن در دسترس بوده در قسمت شرقی رودخانه که از سنگ استفاده شده دارای ۳ متر پهنا و ارتفاعی بین ۵ تا ۶ متر بوده و در قسمت غربی رودخانه که از کلوخ برای بنای آن استفاده شده ۶ متر پهنا و ۳٫۵ متر ارتفاع داشته‌است. این دیوار در بلندترین بخش‌هایش هم‌قد یک اتوبوس دوطبقه بود. همچنین در طول دیوار، قلعه‌هایی کوچک با دو برج وجود داشته که برای نگهبانی و علامت دادن استفاده می‌شده‌است.
درازای هادریان ۱۱۷ کیلومتر بود و والسند و باونس در دو سوی جزیره را به هم وصل می‌کرد. به عبارت دیگر، مرز انگلستان و اسکاتلند بود.
امروزه نیز هنوز بخش‌هایی از این دیوار برجای مانده و در ۱۹۸۷ به عنوان بخشی از مرزهای امپراتوری روم در فهرست میراث جهانی یونسکو به ثبت رسیده‌است.